# جون بي. لونغ
جون بي. لونغ (بالإنجليزية: John B. Long)‏ هو سياسي أمريكي، ولد في 8 سبتمبر 1843، وتوفي في 27 أبريل 1924 في روسك في الولايات المتحدة. حزبياً، نشط في الحزب الديمقراطي. وقد انتخب عضو مجلس النواب الأمريكي.